# Estación Gobernador Echagüe
Gobernador Echagüe es una localidad y comuna de 2ª categoría del distrito Pueblo 2° del departamento Tala, en la provincia de Entre Ríos, República Argentina. Lleva el nombre de la estación de ferrocarril nombrada en homenaje al gobernador Pascual Echagüe, en torno a la cual se formó la localidad.
El 30 de enero de 1891 el ramal Tala-Gualeguay del Ferrocarril Central Entrerriano fue librado al servicio pasando el primer tren por la estación Gobernador Echagüe. Fue desactivado el 1 de junio de 1978.
La población de la localidad, es decir sin considerar el área rural, era de 215 personas en 1991 y de 173 en 2001. La población de la jurisdicción de la junta de gobierno era de 307 habitantes en 2001.
La junta de gobierno fue creada por decreto 421/1984 MGJE del 17 de febrero de 1984, sus límites jurisdiccionales fueron establecidos por decreto 4921/1985 MGJE del 3 de diciembre de 1985, y los de la planta urbana de la localidad fueron establecidos por decreto 5003/1985 MGJE del 5 de diciembre de 1985.

## Comuna
La reforma de la Constitución de la Provincia de Entre Ríos que entró en vigencia el 1 de noviembre de 2008 dispuso la creación de las comunas, lo que fue reglamentado por la Ley de Comunas n.º 10644, sancionada el 28 de noviembre de 2018 y promulgada el 14 de diciembre de 2018. La ley dispuso que todo centro de población estable que en una superficie de al menos 75 km² contenga entre 400 y 700 habitantes, constituye una comuna de 2ª categoría. La Ley de Comunas fue reglamentada por el Poder Ejecutivo provincial mediante el decreto 110/2019 de 12 de febrero de 2019, que declaró el reconocimiento ad referéndum del Poder Legislativo de 21 comunas de 2ª categoría con efecto a partir del 11 de diciembre de 2019, entre las cuales se halla Gobernador Echagüe. La comuna está gobernada por un departamento ejecutivo y por un consejo comunal de 6 miembros, cuyo presidente es a la vez el presidente comunal. Sus primeras autoridades fueron elegidas en las elecciones de 9 de junio de 2019.

## Estación Gobernador Echagüe
Gobernador Echagüe es una abandonada estación ferroviaria del desmantelado ramal Rosario del Tala - Gualeguay del Ferrocarril General Urquiza. Se encuentra precedida por la estación Gobernador Mansilla y le sigue estación Rosario del Tala.